# William Tidball
William "Will" Tidball (nascido em 22 de abril de 2000 em Exmouth, Inglaterra ) é um ciclista britânico. Ele é membro da equipe de ciclismo de Saint Piran e é notavelmente o campeão mundial de scratch em 2023.

## Recordes de pista

### Campeonatos mundiais
| Edição / Prova | Raspadinha |
| Glasgow 2023   | . Ouro     |

### Campeonato europeu
| Edição / Prova                | Eliminação | Perseguição em Equipe                    | americano                  | arranhar |
| Apeldoorn 2021 (perspectivas) | . Bronze   | . Prata (com George, Rushby e Britton )  | . Ouro (com Rhys Britton ) |          |
| Granges 2021                  |            | . Bronze (com Tanfield, Wood e Britton ) |                            |          |
| Anadia 2022 (perspectivas)    |            | 4                                        |                            | . Ouro   |
| Munique 2022                  | 5          | . Bronze                                 |                            |          |

### Copa do Mundo
- 2018-2019
  - 3 na perseguição por equipas em Londres

### Liga dos Campeões
- 2021
  - 3 arranhão em Londres

### Campeonato Britânico
- 2017
  - . Campeão americano júnior britânico (com Ethan Vernon )
  - 3 do americano
- 2019
  - 2 na perseguição por equipe
  - 3 no omnium
  - 3 scratch
- 2022
  - .Campeão Britânico de Scratch
  - 3 no omnium
- 2023
  - .Campeão Britânico de Perseguição por Equipe
  - 2 na corrida por pontos

## Conquistas na estrada

### Por ano
- 2017
  - Cicle Clássico Júnior
- 2018
  - Prólogo da turnê júnior da Ilha de Man
- 2023
  - 3 palco da Ronde de l'Oise

### Classificações Mundiais
| Ano             | 2019  | 2020 | 2021 | 2022  | 2023  |
| --------------- | ----- | ---- | ---- | ----- | ----- |
| World Ranking   | 3312. | -    | -    | 2288. | 1690. |
| UCI Europe Tour | 2009. | -    | -    | 1436. | -     |
|                 |       |      |      |       |       |
| Fonte: UCI      |       |      |      |       |       |